# SACO (Colombia)
El Servicio Aéreo Colombiano, conocido comúnmente como SACO, fue una aerolínea colombiana fundada en la ciudad de Bogotá, el 15 de junio de 1933, bajo la dirección de Ernesto Samper Mendoza, con aportes de capital privado y ayudas del gobierno colombiano.

## Historia
Ernesto Samper Mendoza había fundado en 1932 la «Escuela Civil de Aviación» que dirigía junto al aviador Hernando Muñoz.
El domingo 2 de abril de 1933, los alumnos Joaquín Camacho Reyes y Alberto Pizano Restrepo salieron a realizar un vuelo no autorizado, sufriendo un penoso accidente al precipitarse el avión Monocoupe 90J matrícula NC12355 de la escuela, sobre varios locales comerciales, pereciendo sus dos ocupantes.
El 12 de junio de 1933, Ernesto Samper Mendoza junto al aviador estadounidense J. «Scotty» Bermuth llegaron a Bogotá desde St. Louis (MO) trayendo 2 aviones Monocoupe 110, con matrículas M-3 y M-4 para la Escuela Civil de Aviación.
Con estos aviones y los contratos para el transporte del periódico bogotano El Tiempo a la ciudad de Medellín, se creó la aerolínea SACO el 15 de junio de 1933.
El 22 de junio, realizaron con los dos Monocoupe 110 un vuelo de exploración de la ruta Bogotá-Medellín, los aviadores Samper, Muñoz y Bermuth. Para el 27 de junio, el periódico El Tiempo preparó una edición especial con información de Antioquia y su capital Medellín, la cual fue transportada en horas de la mañana por los 2 aviones de SACO, iniciándose de esta forma la operación de una aerolínea en Colombia, que se sumaba a las ya existentes de SCADTA y la UMCA.

## Servicio de correo aéreo particular
La SACO ideó un servicio de correo postal aéreo particular, transportando paquetes y correspondencia entre Bogotá y Medellín, depositándolos luego en el correo urbano, generando de esta forma una competencia al correo postal aéreo que tenía contratado la SCADTA con el gobierno colombiano. Esto generó una serie de dificultades legales, las cuales fueron sorteadas en favor de la SACO, rompiendo el monopolio de la SCADTA.

## Ampliación de operaciones
El 23 de junio de 1934, llegaba a Bogotá Ernesto Samper con tres aviones Curtiss Kingbird D-2 y 4 aviadores estadounidenses contratados para operarlos. Con dichos aviones, la SACO amplió sus operaciones hacia otras ciudades: Bucaramanga, Cartago, Montería y Cartagena.
Apoyado por la Pan American Airways, la SACO adquirió en 1935 dos aviones Ford Trimotor, a los cuales se les asignaron las matrículas F-31 y F-32, aviones que llegaron a Bogotá el 6 de junio de 1935, con un grupo de aviadores estadounidenses experimentados en este tipo de aviones.

## El accidente aéreo de Medellín
En el accidente aéreo de Medellín, Colombia el 24 de junio de 1935, el Ford Trimotor de SACO con matrícula F-31, se salía de la pista durante la operación de despegue, chocando contra el Ford Trimotor «Manizales» de SCADTA. 17 personas murieron, incluyendo el mundialmente famoso cantante de tango Carlos Gardel.

## Fusión con SCADTA para crear Avianca
Luego del accidente, la aerolínea SACO dejó operar por algún tiempo, mientras era reorganizada y se adquirían nuevos aviones.
En 1940, la SACO, Servicio Aéreo Colombiano fue fusionada con la SCADTA (Sociedad Colombo-Alemana de Transportes Aéreos), creándose una nueva compañía: Aerovías Nacionales de Colombia, conocida luego como Aerovías del Continente Americano (o Avianca), y siendo hoy en día parte de Avianca Holdings, un consorcio aerocomercial resultante de la fusión de la aerolínea colombiana Avianca, y la aerolínea salvadoreña TACA. Fue creada en febrero de 2010 por Synergy Group (propietario de Avianca) y Kingsland Holding Limited (propietario de TACA), donde la aerolínea colombiana es la mayor accionista, con el 70 %, y la aerolínea salvadoreña con el 30 %.